# Sirohi
Sirohi (Hindi: सिरोही, Sirohī) ist ein Ort im indischen Bundesstaat Rajasthan. Er hat etwa 39.000 Einwohner (Zensus 2011) und ist Verwaltungssitz des Distrikts Sirohi.
Der Ort war Hauptstadt des Fürstenstaates Sirohi.